# Werner Stocker (Jurist)
Werner Stocker (* 15. März 1904 in Möhlin; † 27. März 1964 in Intragna, heute Gemeinde Centovalli) war ein Schweizer Jurist und Politiker (SP).
Stocker war Cousin von Konrad Farner. Von 1924 bis 1929 studierte er Rechtswissenschaft, promovierte und arbeitete als Rechtsanwalt. Von 1937 bis 1946 war Stocker Zentralsekretär der Sozialdemokratischen Partei der Schweiz. Von 1952 bis 1964 war er Bundesrichter. Von 1942 bis 1953 war er Gemeinderat in Zürich und von 1945 bis 1946 Nationalrat.